# Wegelin & Co.
Wegelin & Co. a fost cea mai veche bancă din Elveția (și a treisprezecea cea mai veche din lume) până la desființarea de facto și restructurarea din 2012. Banca este situată în St. Gallen, în cantonul St. Gallen din Elveția și este specializată în private banking și managementul activelor. Din ianuarie 2012, Wegelin & Co nu mai are active semnificative sau operațiuni. Între 2002 și 2010, Wegelin & Co a asistat cetățeni ai Statelor Unite, în sustragerea de la plata a impozite în valoare totală de peste 1,2 miliarde dolari. La începutul anului 2012, Wegelin & Co a transferat toate activitatea non-americană, clienți și activele și aproape tot personalul său, la filiala sa, Notenstein Privatbank. Notenstein Privatbank a fost ulterior vândută către grupul bancar Raiffeisen.